# Umm Al-Ala Bint Yusuf
Umm-al-Alà bint Yússuf (àrab: ام العلاء بنت يوسف, Umm al-ʿAlāʾ bint Yūsuf) fou una poeta andalusina del segle xi.

## Biografia
Només se'n sap que va viure a Guadalajara i que era d'origen amazic.

## Obra
Se n'han conservat cinc breus poemes. El primer el formen els tres primers versos d'un panegíric, que és el gènere més conreat de la poesia àrab, la qual té funció social i política.
El segon és un poema demanant excuses a algú, de qui confia en la seva noblesa per ser perdonada.
El tercer és una sàtira, un dels gèneres més importants de la cultura àrab que tracta d'humiliar i burlar al nomenat en elles, dirigit contra un enamorat ja canós.
I els dos últims són anacreòntics, un gènere de poesia breu, suau i harmoniós a cau d'orella, que tracta delicadament els plaers de l'amor, del vi o uns altres similars.
L'autora s'expressa en aquests poemes permetent que ens reflectim en ells, revivint en la seva poesia els nostres moments d'amor, de tristesa, de família, de solitud, de companyia, de joventut, d'enamorament, d'intimitat, d'erotisme i de sexe.

## Traduccions al català
- Perles de la nit. Poetes andalusines. Traducció de Margarida Castells Criballés i Encarna Sant-Celoni. Adesiara editorial, Martorell, 2013.